# 록히드 EP-3

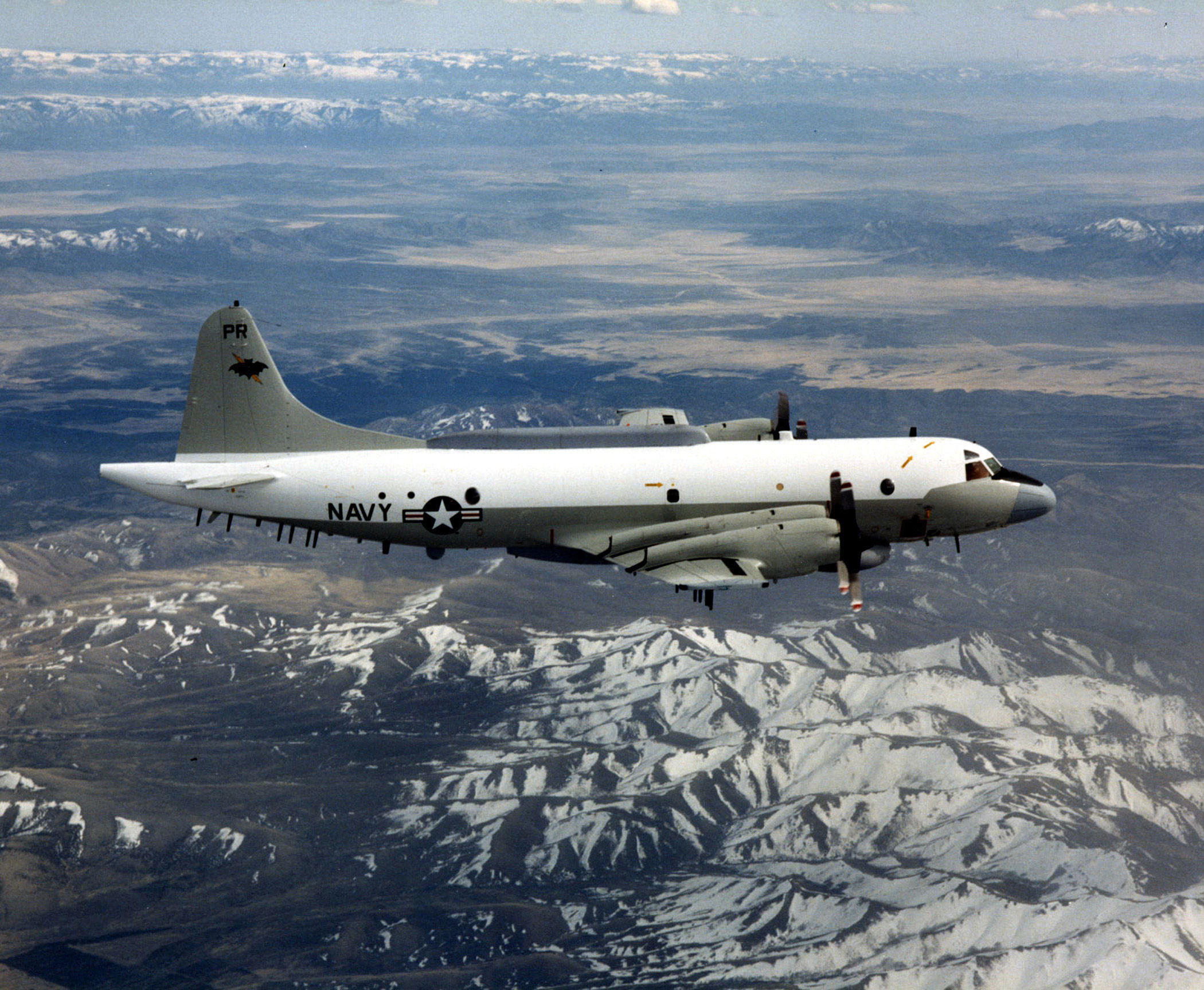
미국 EP-3 정찰기

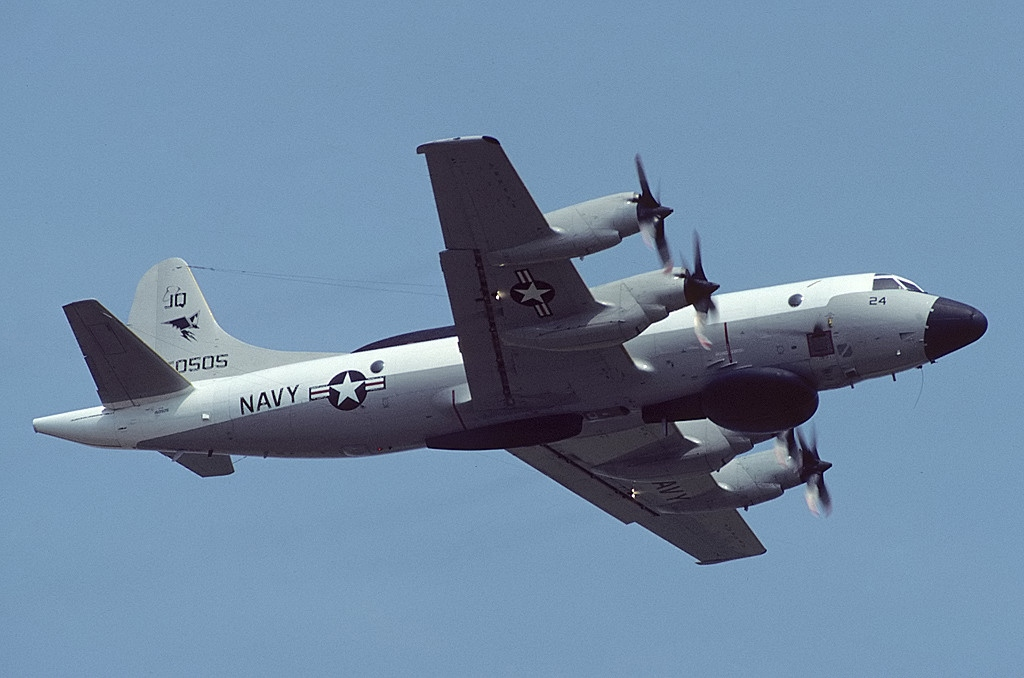
미해군 록히드 EP-3E 에리스2

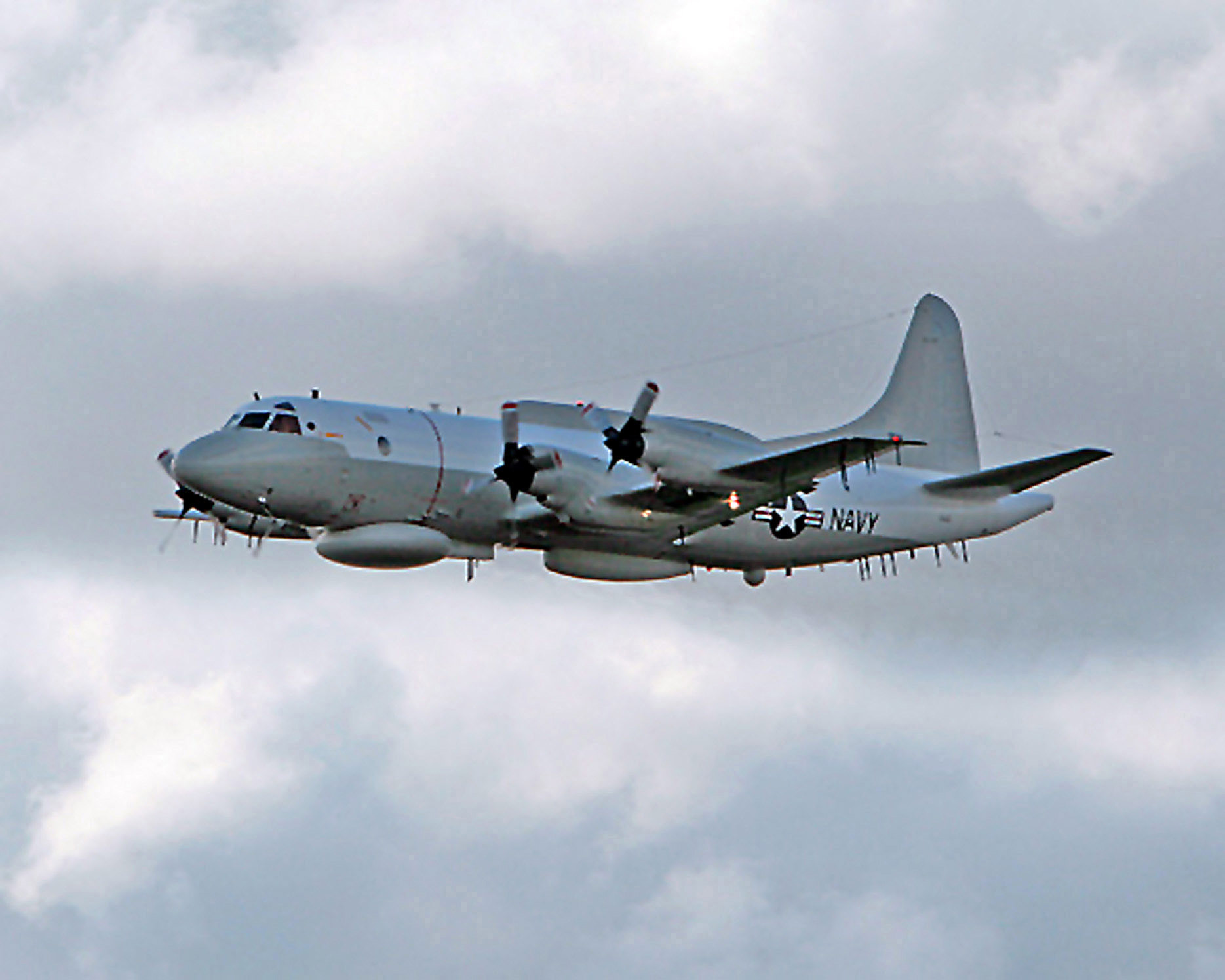
2006년 록히드 EP-3E ARIES II

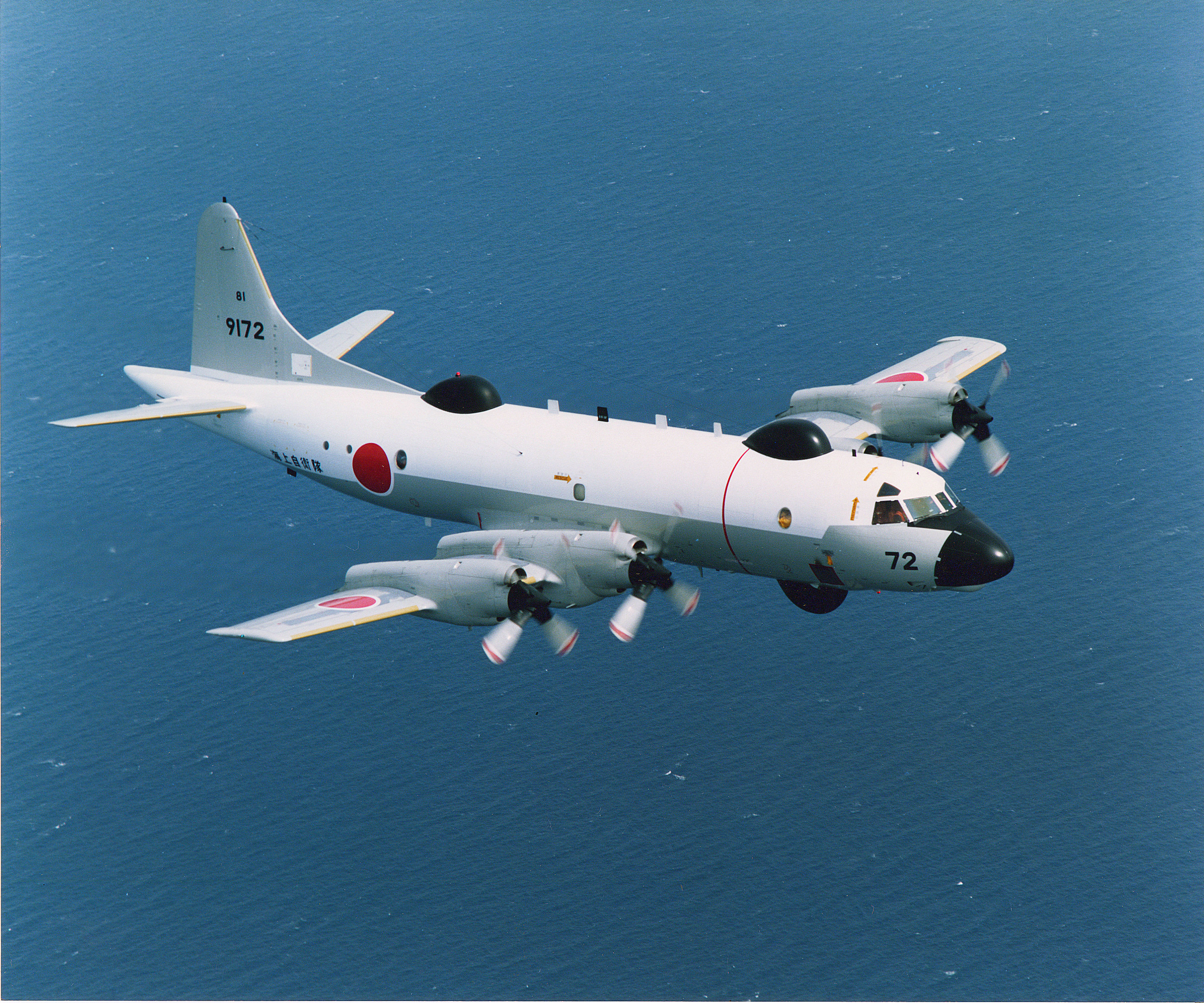
일본 EP-3

록히드 EP-3(Lockheed EP-3)는 미국의 록히드 마틴이 제작한 SIGINT 정찰기이다. P-3 오라이온 해상초계기를 개조한 것이다.

## 역사
1960년대 후반과 1970년대 초반에 P-3C 해상초계기 12대가 신호정찰기로 개조되었다. ARIES(에리스, Airborne Reconnaissance Integrated Electronic System)라고 부른다.
업그레이드 된 EP-3E ARIES II는 1997년에 11대의 인도가 완료되었다.
EP-3 정찰기는 1969년 처음 실전에 배치됐으며 주로 적의 선박 간 또는 선박과 기지 간 통신을 도청하는 임무를 맡고 있다. EP-3는 길이가 31.8m, 폭(날개 포함)은 30m이며 24명이 탑승할 수 있고 한 번에 12시간 이상, 5555 km이상 장거리를 비행할 수 있다.
EP-3에는 지상 감시장비와 대잠 정찰장비, 지뢰 탐지장비, 각종 전자 도청 장비등 첨단 정찰장비를 탑재하고 있으며 하푼(Harpoon) 미사일과 MK-50 공중 어뢰, MK-60 공중어뢰 등 다양한 무기도 탑재할 수 있다.
미 해군은 현재 EP-3 9대로 편성된 2개 비행대를 운영하고 있으며 이중 1개 비행대는 미국 태평양연안에 기지를 두고 괌과 일본 등지에서 활동 중이며 다른 1개 비행대는 스페인에 기지를 두고 있다.
P-3 오라이온 해상초계기는 C-130 수송기, 히로시마 원폭을 투하한 B-29 폭격기와 비슷한 제원이다. 최대이륙중량 60-70톤, 프로펠러 엔진 4개를 장착한 점에서 셋 다 비슷하다. 2006년 12월, C-130는 미국 공군에서 50년간 계속 사용된 세 번째 비행기가 되었다. 2012년에는 P-3 오라이온이 50년간 미국 해군에서 사용된 비행기가 되었다.

## 관련보도
2001년 4월 1일, 하이난섬 해안에서 미해군 EP-3E 에리스2 정찰기와 J-8 전투기(미그-21 개량형)가 충돌했다. J-8 전투기 조종사 왕웨이(王偉)가 사망했다. EP-3은 하이난섬에 불시착했다. 승무원 24명은 안전했다.
오키나와 가데나 공군기지에서 이륙한 미해군 EP-3E 에리스2 정찰기가 하이난섬 남동쪽 공해상에 진입하자 J-8 전투기 2대를 출격시켜 영공 침해를 경고했다. 이 과정에서 전투기 1대가 EP-3와 충돌했다. 미군 EP-3E 정찰기는 엔진 2개와 프로펠러 1개, 그리고 동체 앞 부분이 부서진 채 하이난섬에 비상 착륙했으나 승무원 24명 전원은 무사했다.
중국은 하이난(海南)섬에 억류중인 EP-3 미국 해군정찰기를 해체해 송환하기로 미국측과 합의했다. 승무원 24명은 11일간 중국에 억류되어 있다가 석방되었다. 영국 BBC는 이번 사건이 미국 정보당국에게는 40년 전 소련에 격추된 U-2 사건 이후 가장 심각한 사건이라고 보도했다.
2001년 6월 15일, 록히드 마틴 기술자 12명으로 구성된 해체팀이 하이난섬 링수이 공군기지에 도착, 3주일 정도 미해군 EP-3E 에리스2 정찰기를 해체한 다음, 러시아 안토노프 An-124 수송기 3대로 미국에 가져갈 계획이다. 오키나와 가데나 공군기지에 수송기가 도착해 대기중이다. 미국 화물기의 하이난섬 착륙은 거부되어서 러시아 수송기를 이용했다.
2016년 5월 17일, 중국 J-11 전투기 2대가 남중국해 북쪽에서 정찰임무 중인 미 해군 EP-3E 에리스2 정찰기에 50피트(15.24m)까지 접근해 위협을 가했다고 미 국방부가 밝혔다. EP-3 조종사는 충돌을 피하기 위해 고도를 수백 피트 아래로 낮췄다. J-11 전투기는 한국의 F-15K 전투기로서, 중국 공군의 주력 대형 전투기이다.
2017년 7월 24일, 한국 서해와 동중국해 사이의 공역을 비행 중이던 미 해군 소속 EP-3E 에리스2 정찰기 아래로 중국군 청두 J-10 전투기 두 대가 전속력으로 비행해온 뒤 속도를 줄이며 전방을 가로막았다. 미국 국방부의 한 관계자는 "청두 J-10 전투기가 미군 정찰기에 91m까지 접근했다"고 로이터 통신에 전했다. 중국 전투기들은 무장한 상태였으며, 차단 작전이 펼쳐진 곳은 중국의 칭다오에서 148 km 떨어진 지점이다. 청두 J-10 전투기는 한국의 KF-16 전투기로서, 중국 공군의 주력 중형 전투기이다.

## 사용국가
- 일본 - 해상자위대 5대
- 미국 - 미국 해군 11대
  - VQ-1 비행대대
  - VQ-2 비행대대

## 제원
일반 특성
- 승무원: 22명 이상
- 길이: 105 ft 11 in (32.28 m)
- 날개폭: 99 ft 6 in (30.36 m)
- 높이: 33 ft 7 in (10.27 m)
- 날개면적: 1300 ft2 (120.8 m2)
- 경하중량: 77,200 lb (35,000 kg)
- 탑재화물: 57,800 lb (26,400 kg)
- 만재중량: 135,000 lb (61,400 kg)
- 최대이륙중량: 142,000 lb (64,400 kg)
- 엔진: 4 × 앨리슨 T56-A-14 터보프롭, 4,600 shp (3,450 kW) each
- 프로펠러: 4엽 해밀턴 스탠다드 프로펠러, 엔진당 1개
- 프로펠러 직경: 13 ft 6 in (4.11 m)

성능
- 최고속도: 780 km/h (420 knots, 485 mph)
- 항속속도: 650 km/h (350 knots, 405 mph)
- 거리: 3,000 nm (3452 mi / 5,556 km)
- 운용고도: 30,000 feet (9,150 m)

## 같이 보기
- 백두정찰기
- 신형 백두정찰기